# سی‌مؤمن یتیموف
سَی‌مؤمن سَتارویچ یتیموف (زادهٔ ۲۳ ژوئیهٔ ۱۹۵۵) سیاستمدار اهل تاجیکستان است. در عرصه نظامی وی دارای درجه لشکرسالار می‌باشد. او ریاست کمیته دولتی امنیتی ملی جمهوری تاجیکستان را برعهده دارد.
سفیر سابق تاجیکستان در بلژیک (بلگیه) نیز بود. داکتار (دکتر) علم‌های سیاست‌شناسی عضو پیوسته آکادمیه علم‌های تاجیکستان است.